# Dol pri Ljubljani község
Dol pri Ljubljani község (szlovén nyelven Občina Dol pri Ljubljani) Szlovénia 212 alapfokú közigazgatási egységének, azaz községének egyike a Közép-Szlovénia statisztikai régióban. Ljubljana városi községgel, valamint Domžale, Moravče és Litija községekkel határos. Adminisztratív központja Dol pri Ljubljani. A község, sok más szlovéniai községhez hasonlóan, 1994-ben jött létre a községek létrehozásáról és határaikról szóló törvény alapján, Moste-Polje község északkeleti részéből (a Száva folyótól északra), illetve részben Bežigrad község legkeletibb részéből.

## A községhez tartozó települések
A községhez Dol pri Ljubljani székhelyen kívül a következő települések tartoznak:
- Beričevo
- Brinje
- Dolsko
- Kamnica
- Kleče pri Dolu
- Klopce
- Križevska Vas
- Laze pri Dolskem
- Osredke
- Petelinje
- Podgora pri Dolskem
- Senožeti
- Videm
- Vinje
- Vrh pri Dolskem
- Zaboršt pri Dolu
- Zagorica pri Dolskem
- Zajelše

## Népesség
| Lakosok száma | 5170 | 5289 | 5516 | 5616 | 5735 | 5906 | 5955 | 5982 | 6295 | 6315 |
|               | 2008 | 2009 | 2011 | 2012 | 2013 | 2015 | 2016 | 2017 | 2019 | 2020 |